# Nachal Roš
Nachal Roš (hebrejsky נחל רוש) je vádí v jižním Izraeli, v severní části Negevské pouště.
Začíná v nadmořské výšce necelých 500 metrů, ve vrchovině Giv'ot Lahav jihovýchodně od města Lehavim. Severně odtud začíná rozsáhlý uměle vysazený lesní komplex Ja'ar Lahav. Vádí směřuje k východu a k jihovýchodu krajinou, která díky soustavné kultivaci ztratila pouštní charakter. Prochází beduínským městem Lakija a míjí pahorek Tel Roš. Vchází do údolí Bik'at Chatil. Poblíž beduínské vesnice Um Batin, nedaleko tělesa dálnice číslo 60, severovýchodně od města Omer ústí zprava do vádí Nachal Chevron, přičemž zároveň sem od severu ústí vádí Nachal Likit.